# 熱帯波

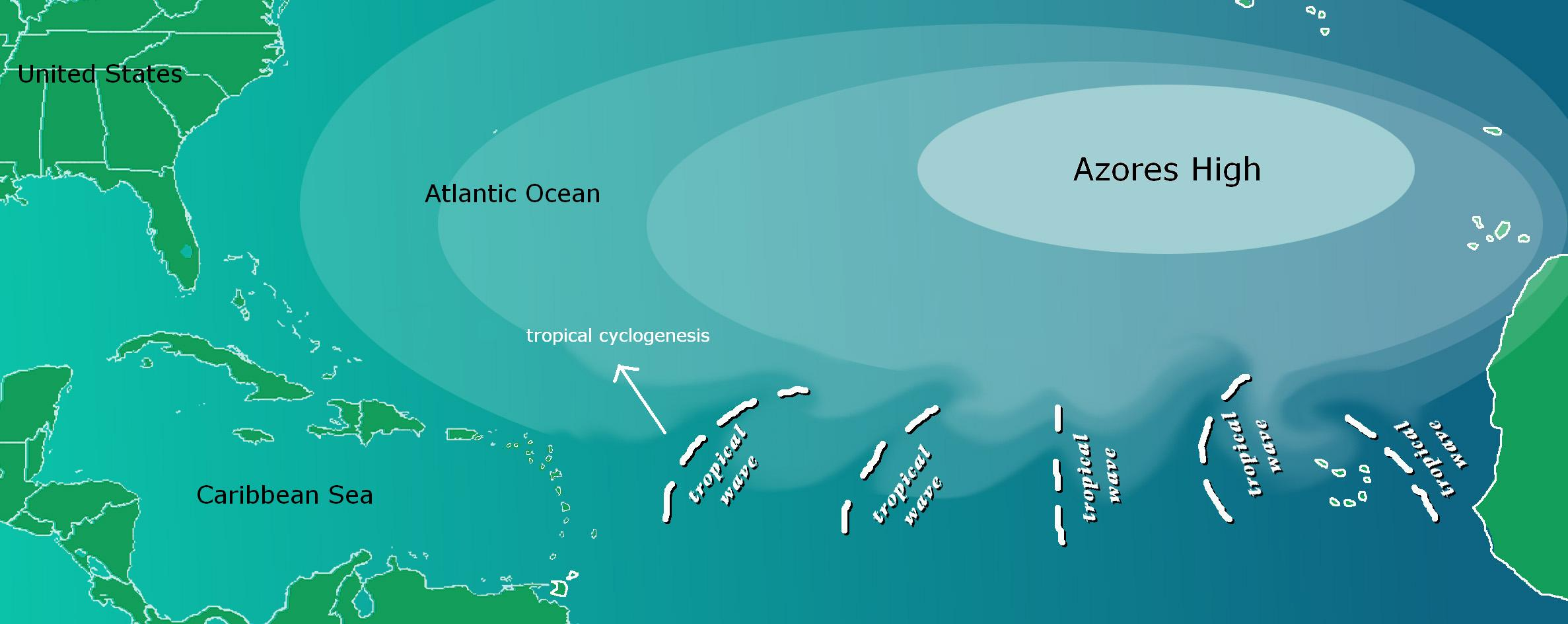
北大西洋の熱帯波の図説

熱帯波（ねったいは, Tropical wave、トロピカル・ウェーブ）は、偏東風波動ともいい、熱帯赤道付近の大気で発生する大気波の一種である。

## 概要
赤道やその周囲の熱帯地域の上空には、ハドレー循環に伴って、高緯度低圧帯から熱帯収束帯へと向かって、対流圏下部で強い風（貿易風）が吹いている。この風には周期的に流路や強弱の変化が起こる。これが熱帯波である。
熱帯の活発な対流活動によってできた積乱雲群は、熱帯波によってできた低圧部に引き寄せられてまとまって、クラウドクラスターと呼ばれる塊（降水セル群）を形成する。これは積乱雲同士が第2種条件付不安定(CISK)によって相互に結びつき、大きな低気圧性の循環を始めるきっかけとなる。これが発達すると熱帯低気圧となり、循環がいっそう強化されていくと台風やハリケーン、サイクロンといった強力な熱帯低気圧へと成長する。
アメリカやカリブ海沿岸、大西洋、ヨーロッパでは、アゾレス高気圧の南縁で発生する低圧部として知られ、これが西進して発達するとハリケーンになるとされている。日本付近を含めた北西太平洋では、これに相当するような強い高気圧（小笠原高気圧=太平洋高気圧）は赤道付近まで及んでいないため、高気圧と関連付けられることは少ない。